# Ashimagari
 (août 2023).
Ashimagari (足まがり, trad. « tord la jambe ») est un esprit du folklore japonais originaire de la région de Takamatsu dans la préfecture de Kagawa. Cette apparition est censée avoir l'habitude de serrer très fort les jambes des passants, les empêchant de se déplacer.

## Sources
- (en) Liste des démons japonais sur le site Inuyasha: a feudal fairy tale
- Shigeru Mizuki (trad. du japonais par Satoko Fujimoto, Patrick Honnoré), Yôkai, Dictionnaire des monstres japonais, Volume 1 A-K, Boulogne, Pika Édition, 2008, 252 p. (ISBN 978-2-84599-812-4, BNF 41186966, présentation en ligne), p. 28